# Giuseppe Franchi

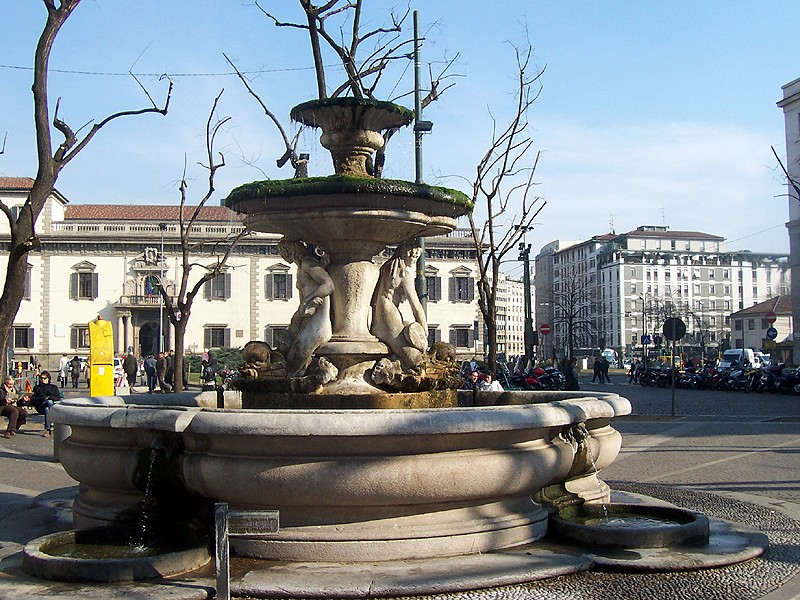
Le sirene e i delfini di Franchi nella fontana del Piermarini in piazza Fontana

Giuseppe Franchi (Carrara, 1731 – Milano, 11 febbraio 1806) è stato uno scultore italiano neoclassico.

## Biografia
Dopo aver studiato arte neoclassica a Roma sotto Johann Joachim Winckelmann, insegnò all'Accademia di Brera a Milano fin dai suoi inizi nel 1776, dove collaborò con l'architetto Giuseppe Piermarini.
Tra le sue opere milanesi si ricordano le decorazioni per il Palazzo Reale, per la facciata del Teatro alla Scala e per il monumento a Carlo Giuseppe di Firmian nella Chiesa di San Bartolomeo. Nel 1782 scolpì le sirene e i delfini per la fontana del Piermarini in piazza Fontana. Tra i suoi allievi vi fu Angelo Pizzi.